# Porotrichum cymbifolium
Porotrichum cymbifolium là một loài rêu trong họ Neckeraceae. Loài này được (Lindb.) A. Jaeger mô tả khoa học đầu tiên năm 1877.